# Tournoi international du Brésil de Formule 2
Le Tournoi international de Brésil de Formule 2 (en portugais : Torneio Internacional de Formula 2 do Brasil) est une compétition automobile qui a existé durant deux éditions en 1971 et 1972.

## Palmarès
| Année | Vainqueur          | Voiture    |
| ----- | ------------------ | ---------- |
| 1971  | Emerson Fittipaldi | Lotus-Ford |
| 1972  | Emerson Fittipaldi | Lotus-Ford |